# スヴィリ川

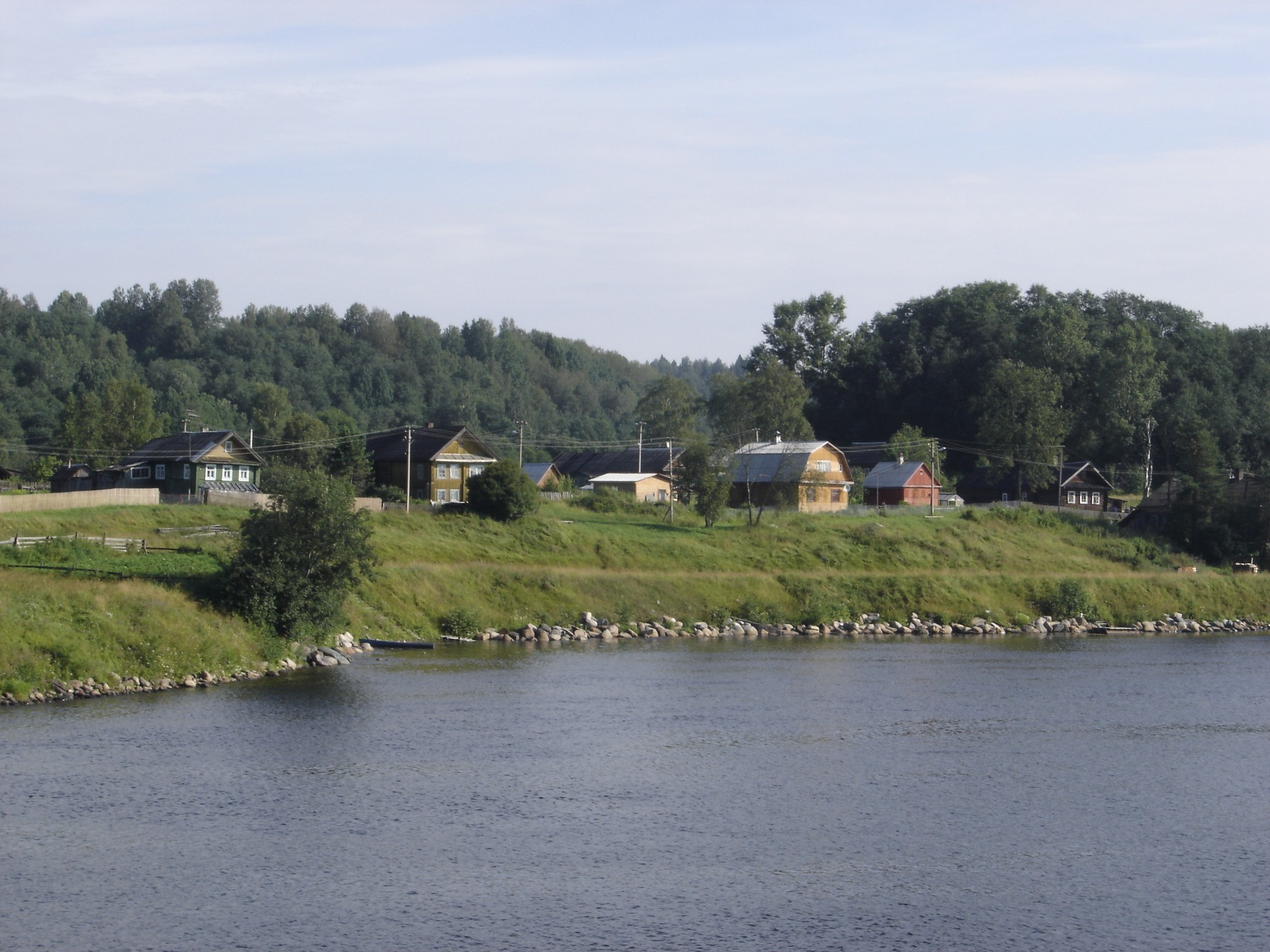
スヴィリ川沿いの風景

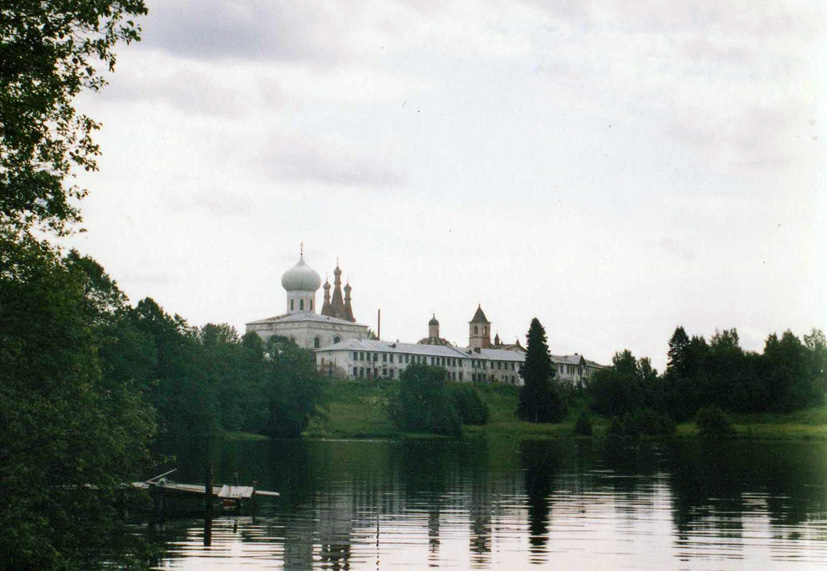
アレクサンドル＝スヴィルスキー修道院

スヴィリ川（スヴィリがわ、ロシア語: Свирь / Svir, フィンランド語・カレリア語: Syväri, エストニア語: Sviri）は、ロシア西部のレニングラード州北東部を流れる河川。ネヴァ川水系である。

## 地理
ヨーロッパ第二の湖オネガ湖から西へ流れ、ヨーロッパ一大きな湖ラドガ湖へ流入する。ラドガ湖に入る河川の中でも最も大きな川である。川沿いの主な街はポドポロージエ（Подпорожье）、ロジェイノエ・ポーリェ（Лодейное Поле）など。古くからカレリア地方の南の境界線となってきた。
ラドガ湖に流れ込むスヴィリ川の三角州には砂浜、ヨシ原、沼地、フェン、移行湿地などがあり、森林にはトウヒ属、マツ、ヤナギ、セイヨウハンノキなどの樹種が生えている。1994年にラムサール条約登録地となった。

## 交通
スヴィリ川はバルト海とヴォルガ川を結ぶ内陸交易路の一部として重要であった。ピョートル1世の時代、波の荒いラドガ湖の南岸を迂回してネヴァ川とスヴィリ川を結ぶラドガ運河が建設されたことにより、スヴィリ川はヴォルガ・バルト水路の一部となった。現在もスヴィリ川を使う内陸水路は物流に利用されている。また水力発電所も2か所スヴィリ川に設けられており、これによりスヴィリ川は上スヴィリ川（長さ93km）、中スヴィリ川（45km）、下スヴィリ川（80km）に分かれている。ポドポロージエ周辺では川幅は100mほどしかなく、その他にも船のすれ違いの難しい場所が多い。

## 歴史
スヴィリ川沿いにはアレクサンドル＝スヴィルスキー修道院の建物が残る。17世紀には繁栄の絶頂を迎えたがエカチェリーナ2世の改革で広大な所領を取り上げられ、ソビエト連邦のスターリン体制下では内務人民委員部（NKVD）の運営する悪名高いグラグ（強制労働収容所）の一つ・スヴィラーグ（СвирЛАГ）となり多くの囚人が林業などに従事させられた。また第二次世界大戦中、フィンランドとの継続戦争（1941年 - 1944年）ではスヴィリ川周辺は激しい戦場となった。